# Gumare
Gumare  sau  Gomare este un sat în districtul North-West din Botswana, situat aproape de Delta Okavango.